# Václav Báča
Václav Báča (* 19. dubna 1974 Zlín) je český vědec a VŠ pedagog, lékař, v letech 2014 až 2022 rektor Vysoké školy polytechnické Jihlava.

## Život
V letech 1988 až 1992 vystudoval Gymnázium Zlín-Lesní čtvrť, následně pak v letech 1993 až 1999 absolvoval všeobecné lékařství s preventivním zaměřením na 3. lékařské fakultě Univerzity Karlovy v Praze (získal tak titul MUDr.). Mezi roky 1999 a 2007 na fakultě pokračoval doktorským programem biomedicína (v oboru experimentální chirurgie, získal tak titul Ph.D.). V roce 2007 začal studovat program MBA se specializací na rozvoj lidských zdrojů na Vysoké škole ekonomie a managementu. Roku 2009 se habilitoval (tj. získal titul docent) na Lékařské fakultě Univerzity Pavla Jozefa Šafárika v Košicích.
Pracovní kariéru začínal v roce 2000 jako asistent Ústavu anatomie 3. lékařské fakulty UK v Praze vedeném profesorem Stinglem, od roku 2003 působil na témže pracovišti jako odborný asistent a od roku 2009 jako docent a zástupce přednosty. V letech 2002 až 2004 byl navíc sekundářem s částečným úvazkem na Ortopedicko-traumatologické klinice Fakultní nemocnice Královské Vinohrady a 3. LF UK v Praze. Mezi roky 2008 a 2010 rovněž pracoval jako odborný asistent a později docent s částečným úvazkem na Katedře lékařských a humanitních oborů Fakulty biomedicínského inženýrství ČVUT v Praze.
Od února 2011 působí jako docent na Katedře zdravotnických studií Vysoké školy polytechnické Jihlava. Souběžně byl mezi lety 2012 a 2014 náměstkem ředitele pro grantové programy Fakultní nemocnice Královské Vinohrady. V červnu 2014 byl zvolen akademickým senátem kandidátem na funkci rektora Vysoké školy polytechnické Jihlava. Do této pozice jej o měsíc později jmenoval prezident republiky Miloš Zeman, a to s účinností od 24. července 2014. O čtyři roky později jej prezident Zeman jmenoval rektorem i pro druhé funkční období. Funkci rektora zastával do července 2022, kdy jej vystřídal Zdeněk Horák a kdy se stal prorektorem pro vnitřní, vnější a mezinárodní vztahy.
Václav Báča je ženatý. V roce 2022 byl oceněn nejvyšším vyznamenáním Kraje Vysočina, tj. Kamennou medailí kraje Vysočina.